# John Kitzhaber
John Albert Kitzhaber, né le 5 mars 1947 à Colfax, est un médecin et homme politique américain, membre du Parti démocrate.

## Biographie
Exerçant la profession de médecin, John Kitzhaber est membre de la Chambre des représentants de l'Oregon de 1979 à 1981, puis du Sénat de cet État de 1983 à 1993.
En novembre 1994, il est élu gouverneur de l'Oregon et entre en fonction en janvier 1995. Réélu en 1998, il exerce un second mandat entre 1999 et 2003.
En novembre 2010, il est élu pour un nouveau mandat qui débute en janvier 2011. Réélu en novembre 2014, il est contraint de démissionner le 13 février 2015 à la suite de sa mise en cause dans un scandale d’attribution de marché public impliquant sa fiancée.